# Nieboczowy (uroczysko)
Nieboczowy uroczysko (pot. stare Nieboczowy, niem. Niebotschau) – dawna miejscowość położona na terenie gminy Lubomia, w powiecie wodzisławskim, w województwie śląskim, o następujących współrzędnych geograficznych 50°02′38″ szerokości geograficznej północnej i 18°15′33″ długości geograficznej wschodniej. Miejscowość Nieboczowy została odtworzona w innej części gminy Lubomia w powiecie wodzisławskim.

## Historia
Pierwsze wzmianki o Nieboczowach pochodzą z 1240 roku. W XIII wieku była to leśna osada drwali i flisaków. W 1290 r. książę Przemysław podarował mieszczanom raciborskim, za waleczność, dużą połać lasu w dolinie nadodrzańskiej. Nazwa Nieboczowy jest topograficzna, zawiera rdzeń: -bok; -bocz – osada na uboczu lub zboczu rzeki. W 1603 roku wieś została sprzedana Wacławowi Reiswicowi, następnie w 1730 Nieboczowy przeszły w posiadanie księcia Lichnowskiego.
W 1840 powstała pierwsza szkoła, w 1914 wybudowano remizę strażacką, w 1929 został założony nieistniejący już chór „Chopin”, natomiast w 1987 roku powstał zespół folklorystyczny „Johanki”. W 1849 roku urodził się tutaj Józef Wajda, polski duchowny rzymskokatolicki, działacz społeczny i narodowy na Górnym Śląsku, poseł do parlamentu Rzeszy oraz do pruskiego Landtagu.
W Nieboczowach znajdował się do 1971 roku drewniany kościół parafialny pod wezwaniem św. Józefa Robotnika, przeniesiony początkowo do Kłokocina, a w 1995 do Górnośląskiego Parku Etnograficznego w Chorzowie.
Na terenie wsi znajdował się również ośrodek wypoczynkowy „Raj”. Posiadał on kilkanaście domków do wynajęcia, basen, boisko oraz bar.
Wieś od 2012 odtwarzana była na terenie miejscowości Syrynia – okolice kolonii Szpluchów i Dąbrowy (miejsce potocznie nazywane Czajką), oddalone o około 7 km. Dla nowej osady planowano pierwotnie nazwę „Nowe Nieboczowy”, która jednak nie została wprowadzona. Przeniesienie miejscowości, którego koszty szacowane były na około 50 mln zł, obejmowało budowę dróg, rynku, sieci infrastruktury, placówek handlowych, boiska, parku ze stawem i wyspą, remizy strażackiej i kościoła. Przeniesione miały być również przydrożne kapliczki i krzyże oraz cały cmentarz. Nie przewidywano natomiast budowy placówek edukacyjnych.
1 stycznia 2017 miejscowość Nieboczowy została odtworzona w innej części gminy Lubomia.
Od czasu przeniesienia wsi w inne miejsce na terenie miejscowości stare Nieboczowy, wojsko polskie często przeprowadzało ćwiczenia. Opuszczone budynki były idealnym miejscem do doskonalenia umiejętności żołnierzy w terenie zurbanizowanym. Obecnie nie istnieje żaden budynek, cała wieś została zlikwidowana.

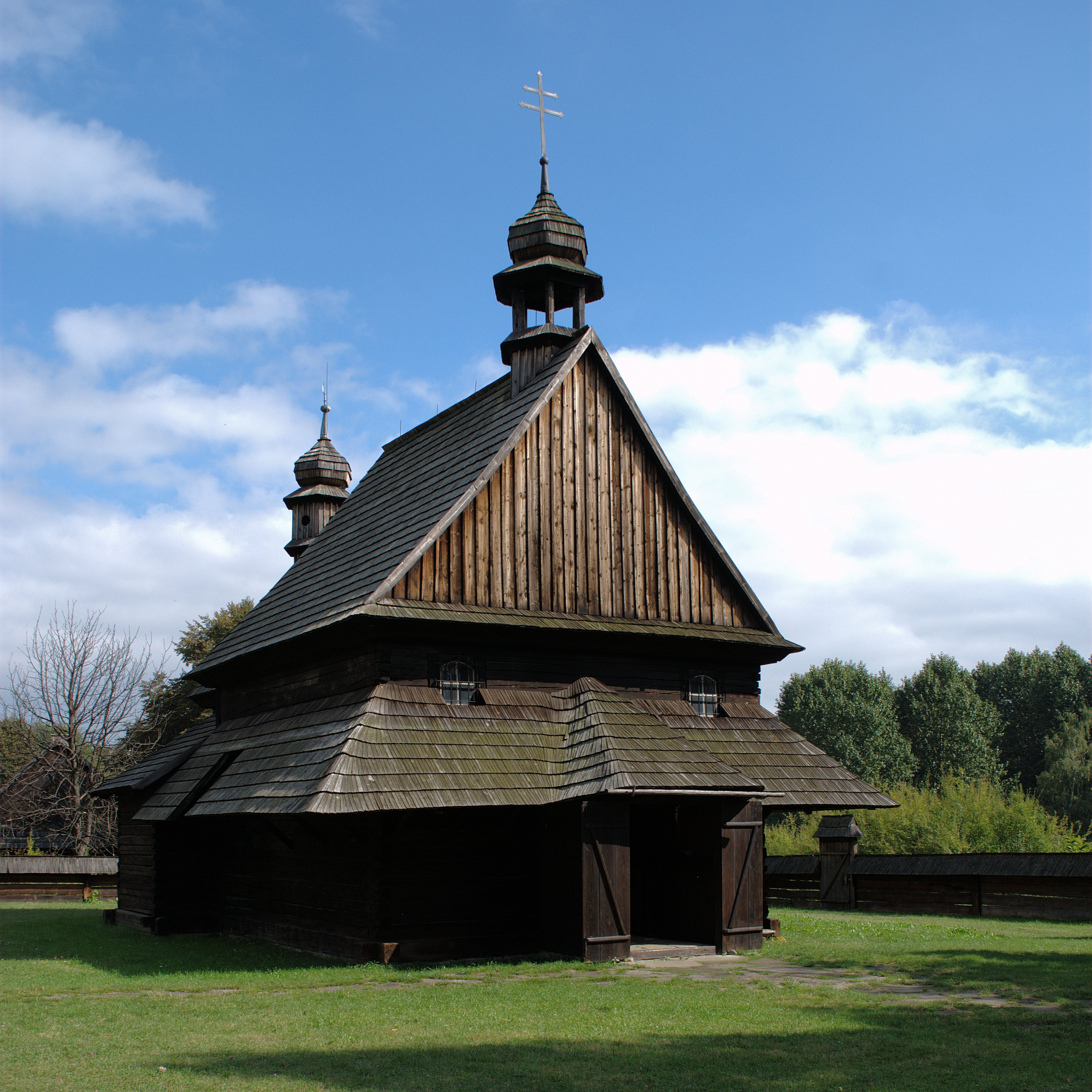
Kościół z Nieboczów (1791), Górnośląski Park Etnograficzny
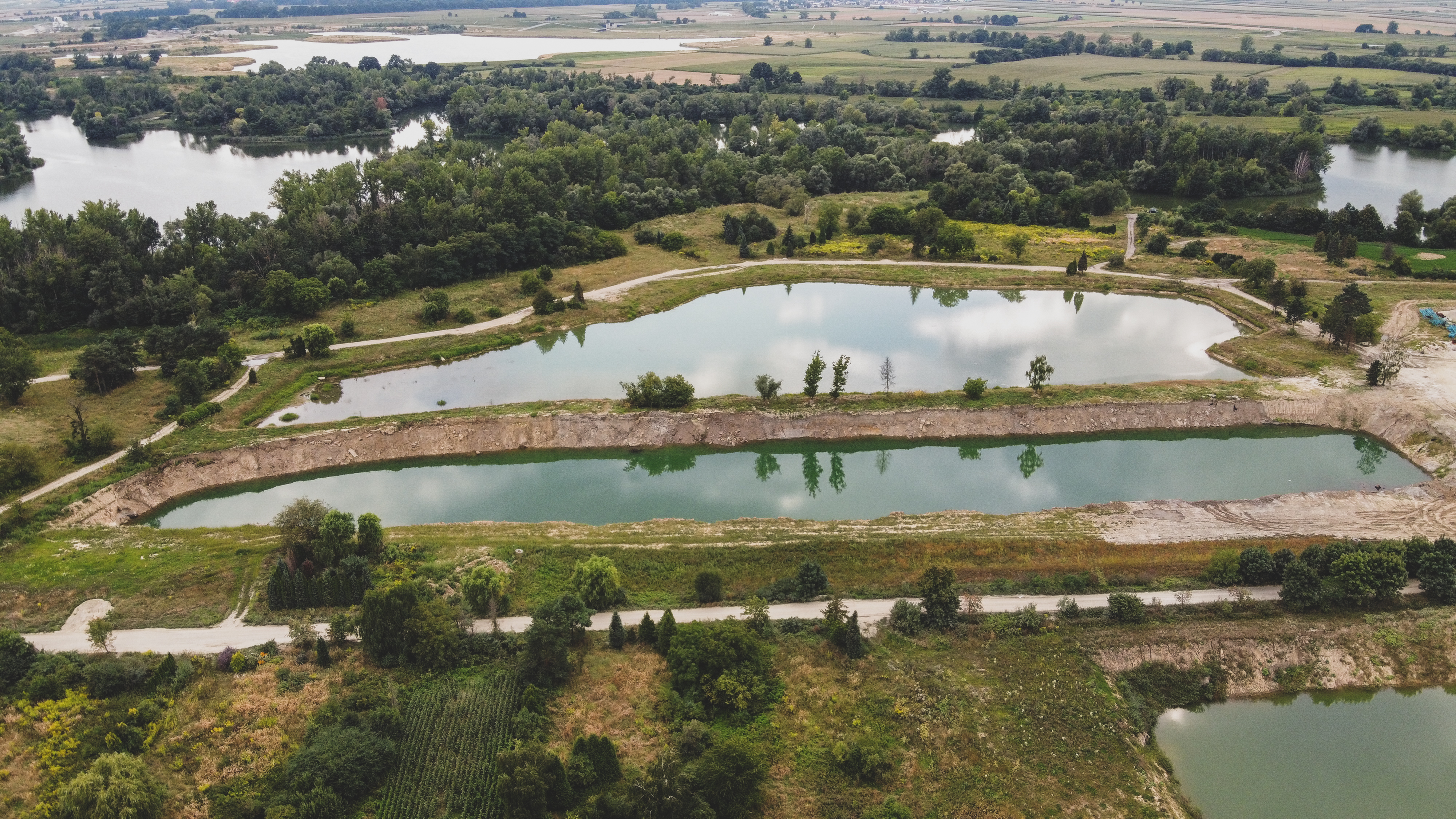
Nowy Dwór/Nieboczowy uroczysko
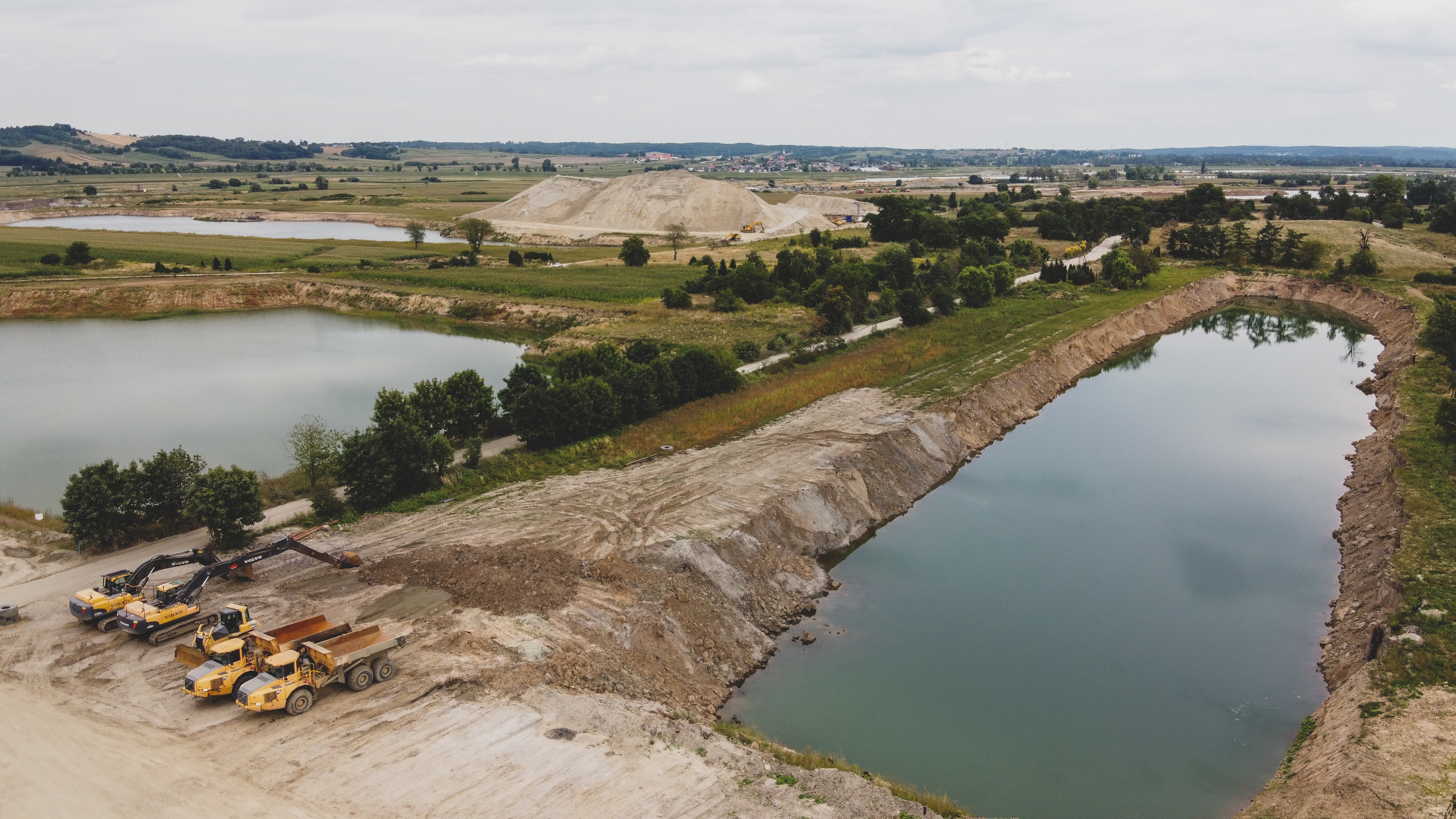
Nowy Dwór/Nieboczowy uroczysko
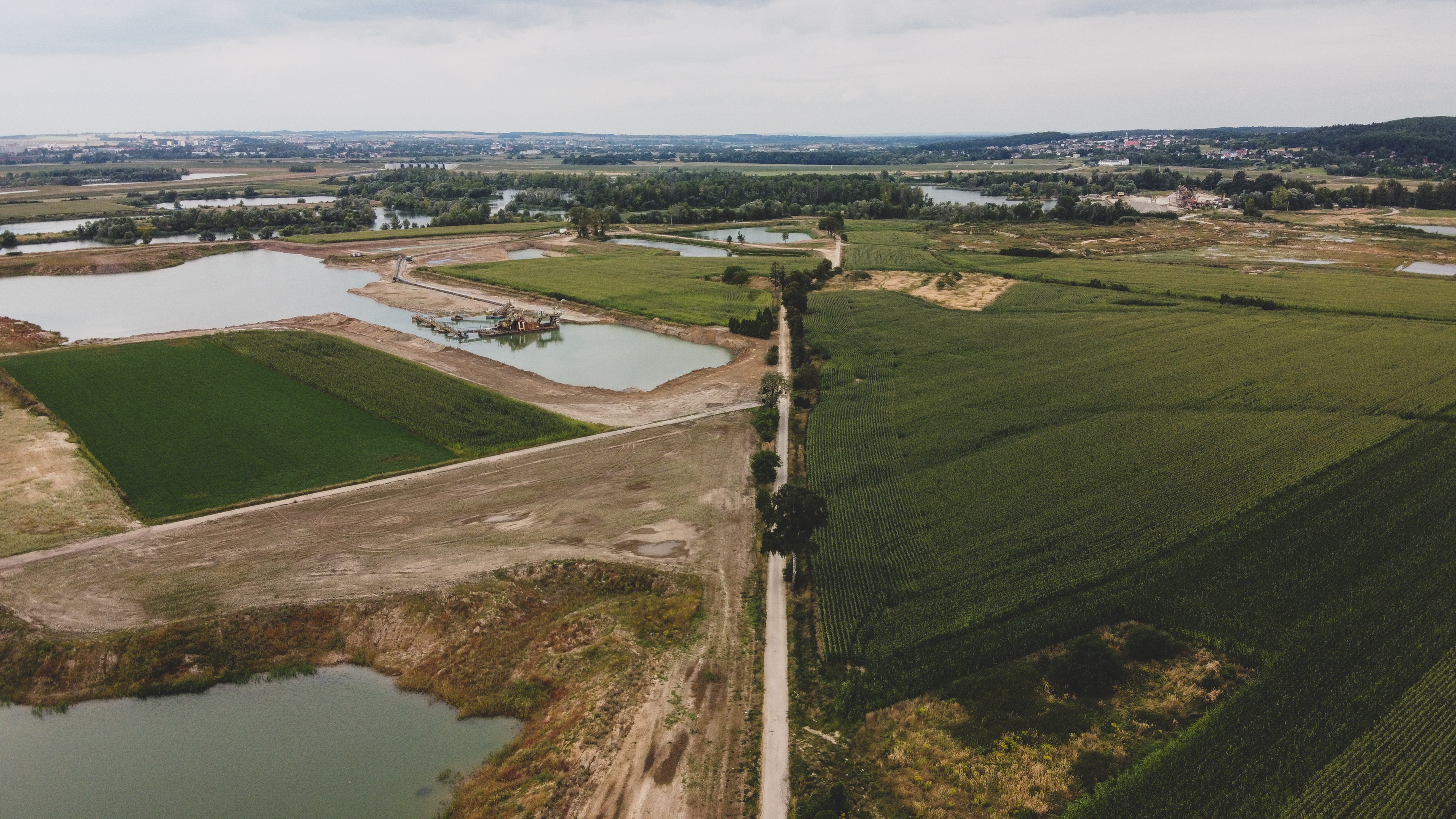
Nieboczowy uroczysko
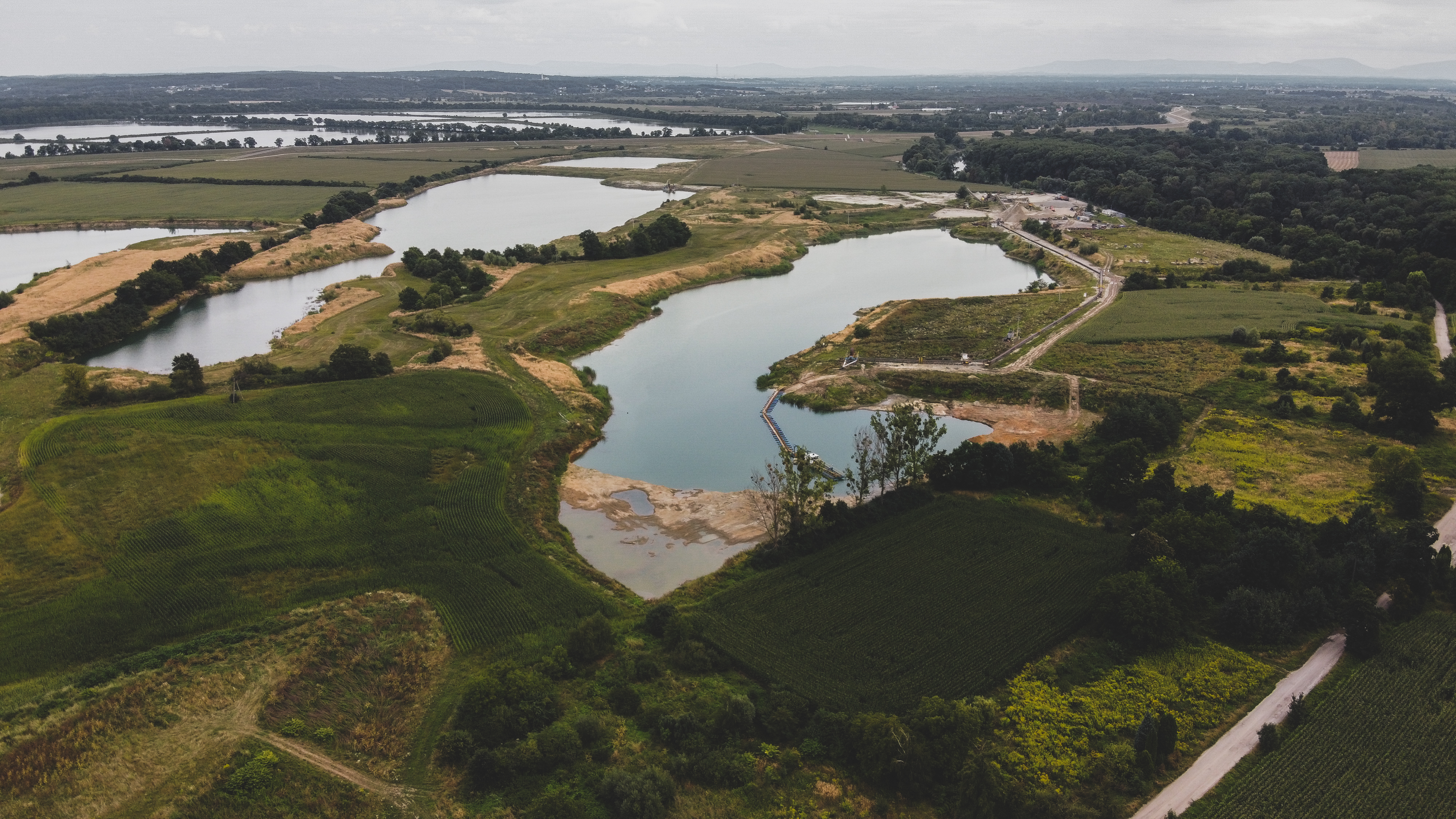
Nieboczowy uroczysko
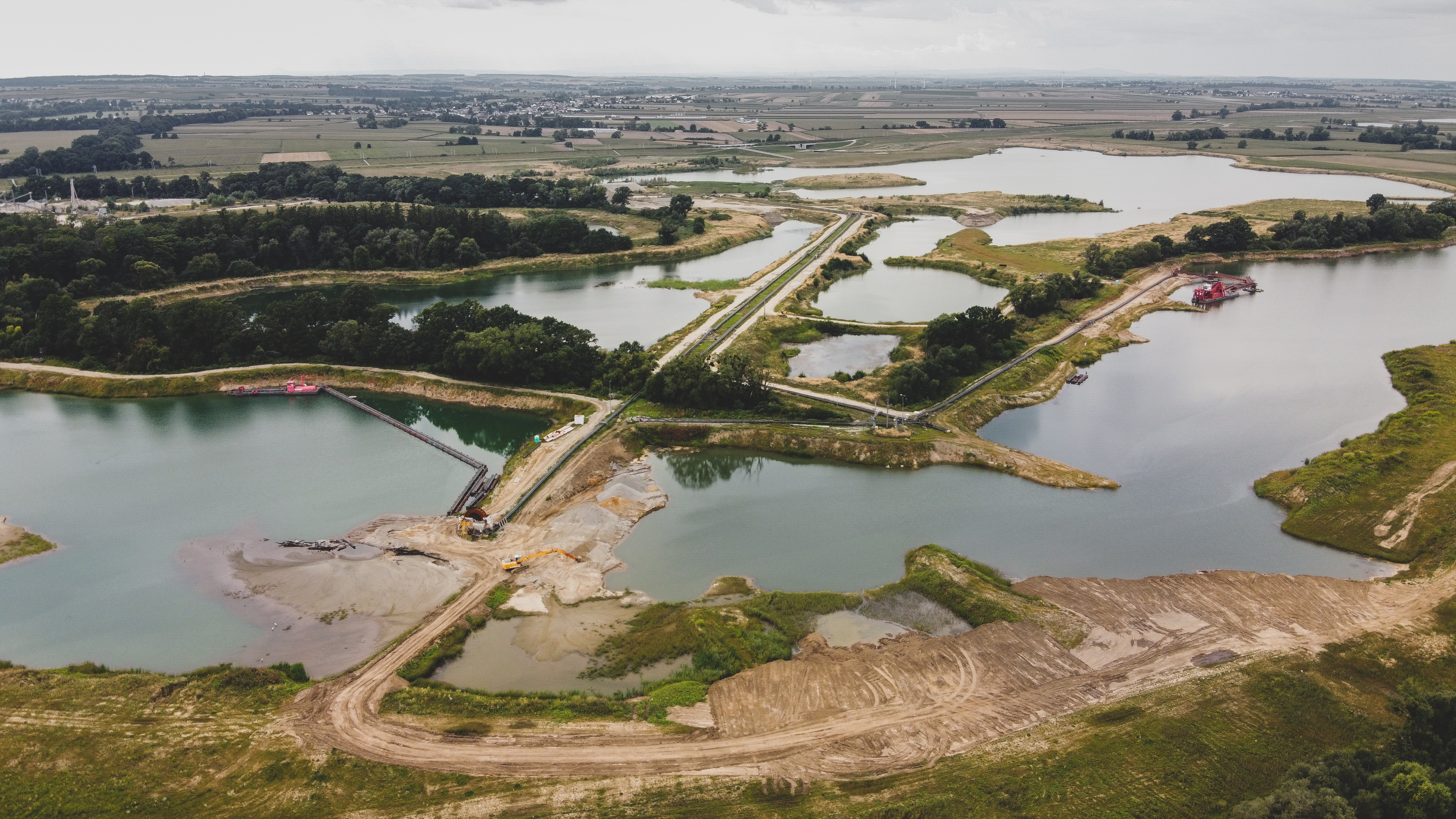
Nieboczowy uroczysko
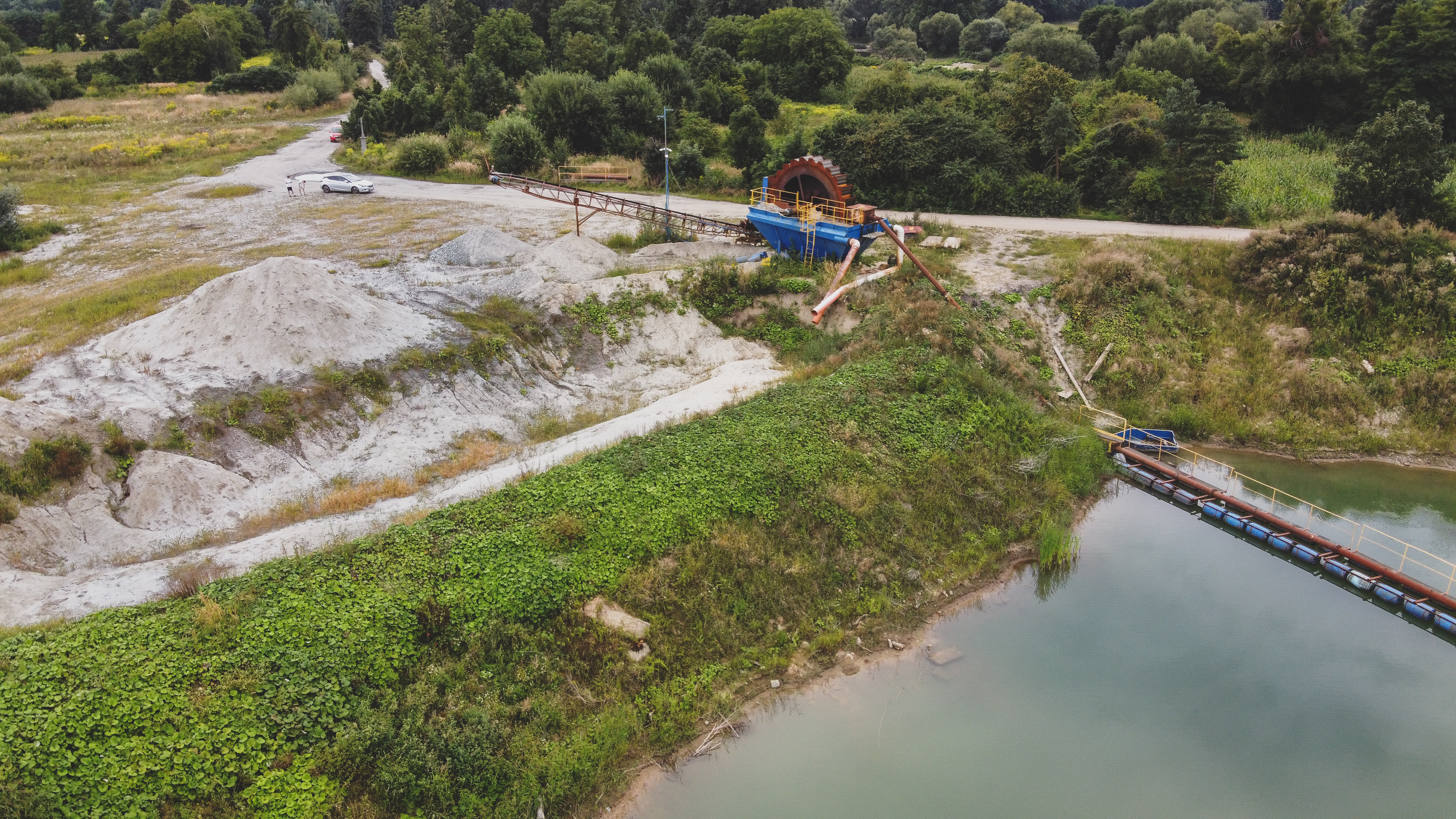
Pomiędzy dawną Ligotą Tworkowską a Nieboczowami
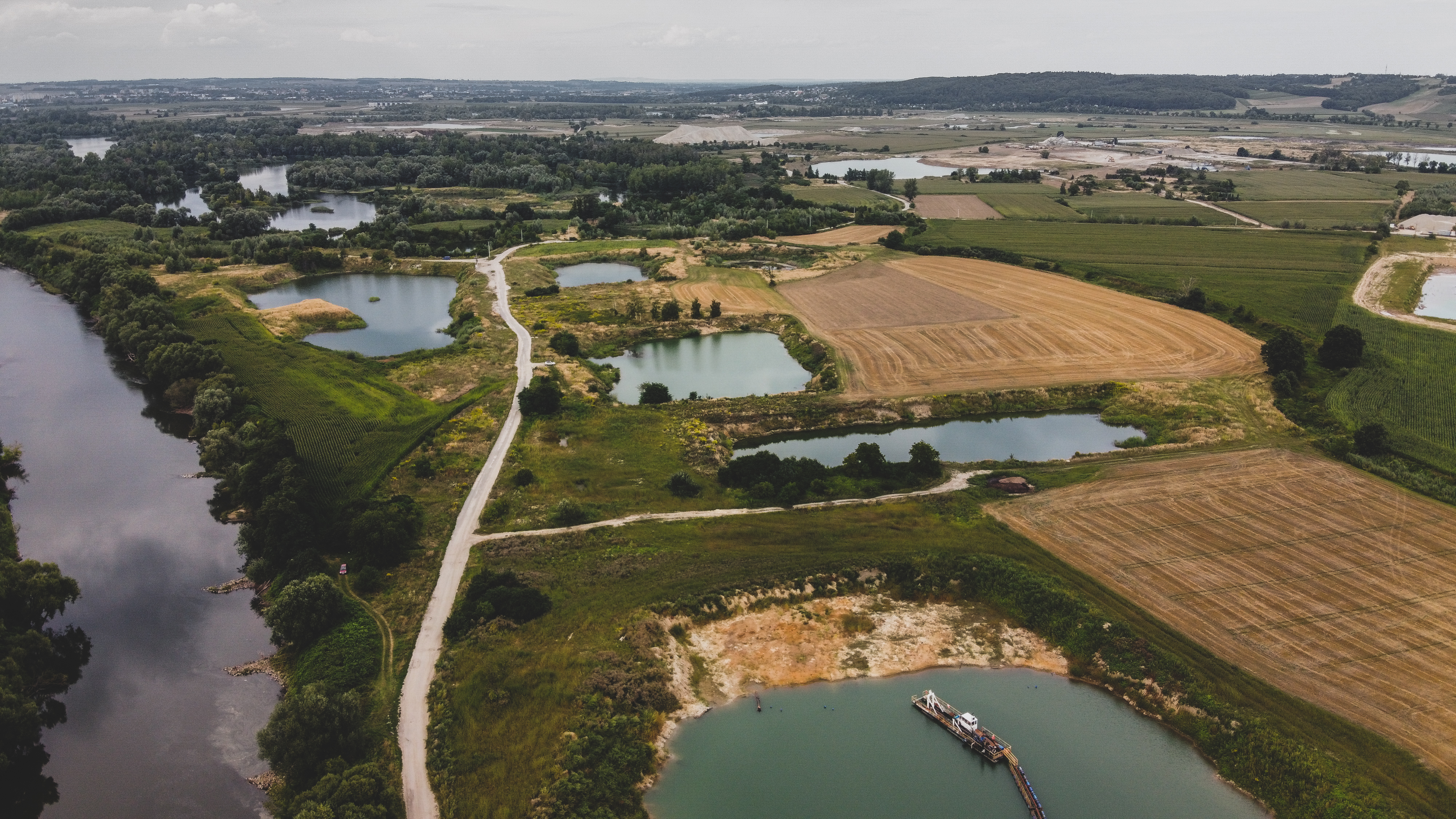
Pomiędzy dawną Ligotą Tworkowską a Nieboczowami
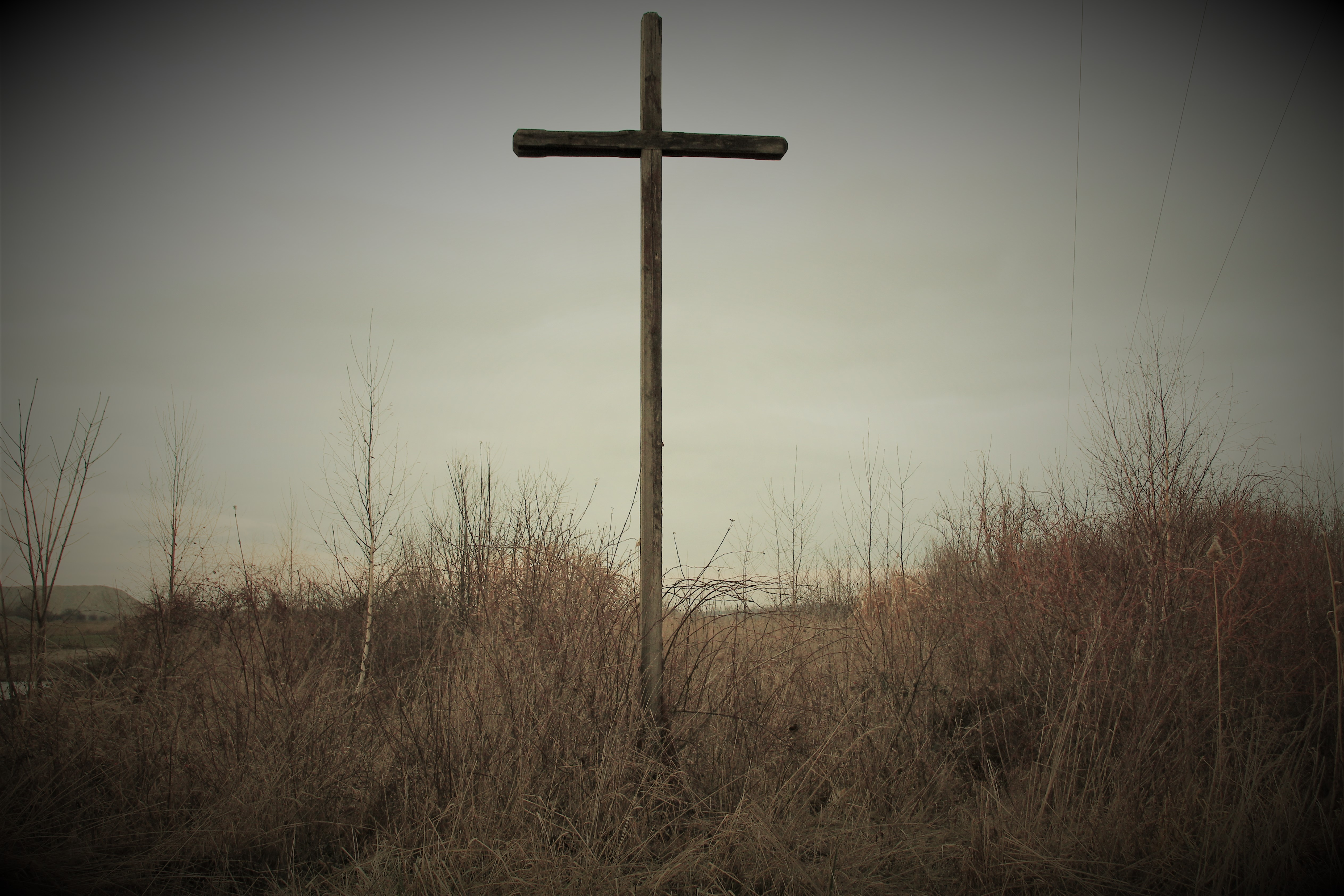
Krzyż pozostały na terenie dawnej wsi